# Conardia compacta
Conardia es un género monotípico de musgos hepáticas perteneciente a la familia Amblystegiaceae. Su única especie es: Conardia compacta.

## Taxonomía
Conardia compacta fue descrita por (Müll.Hal.) H.Rob. y publicado en Phytologia 33(4): 295. 1976.
Sinonimia
- Amblystegium americanum Grout
- Stereodon compactus (Müll. Hal.) Mitt.